# ヂアーナ (防護巡洋艦)
ヂアーナ（ロシア語: Диана ヂアーナ）は、
ロシア帝国海軍のヂアーナ級防護巡洋艦。
日露戦争に出撃し、1904年8月10日に黄海海戦に参加した後、
第一次世界大戦中においてはバルチック艦隊に所属した。 

## 艦歴
ヂアーナ級防護巡洋艦は、極東でのロシアの存在感を強化することを目的として建造された。
ロシアのサンクトペテルブルクにあるアドミラルティ造船所で建造され、1899年10月12日に進水、1901年12月23日に就役した。
1901年後半に就役した直後、「ヂアーナ」と「パルラーダ」は旅順を拠点とするロシア太平洋艦隊に配属された。両艦は1902年10月17日にクロンシュタットを出航したが、悪天候や設備の故障、予想よりも多くの石炭を消費したことにより、旅順までの航海には多くの困難が伴った。1903年4月8日に長崎を経由し巡洋艦「アスコルド」と合流した後、4月24日に旅順に到着した。 

### 日露戦争
1904年2月9日の朝、大日本帝国海軍の出羽重遠が指揮する巡洋艦戦隊による旅順への攻撃が行われた際、「ヂアーナ」は船体喫水線付近に損傷を負うが、数日で修理された。大日本帝国海軍の巡洋艦に対し、152mm砲及び100mm砲による砲撃を8度行った。
1904年4月13日、ステパン・マカロフが座乗する戦艦「ペトロパブロフスク」が触雷沈没した際、「ヂアーナ」はそのすぐ後ろを航行しており、生存者の救助を支援した。
6月23日、ヴィリゲリム・ヴィトゲフトの指揮下で、ヂアーナは日本海軍による旅順封鎖の突破を試みる。戦闘は8月10日まで続き、黄海海戦が発生した。「ヂアーナ」が所属した巡洋艦戦隊は戦列の最後尾にあり大きな被害を免れたが、ロシア艦隊が旅順へ後退するのを支援する際に数度の攻撃を受け、10人の乗員が死亡、11人が負傷した。
ロシアの巡洋艦戦隊は、ニコライ・レイツェンシュテイン指揮下にてウラジオストクでロシア軍と合流すべく日本海軍の戦線を突破しようとした。しかし、アレクサンダー・リーベン大尉はウラジオストクへ向かう選択についてレイツェンシュテイン提督と意見が一致せず、石炭の供給が不十分であったことを理由に戦力が薄い南に向かって航行した。旅順への帰投が不可能となったため、「ヂアーナ」はハイフォンを経由してフランス領インドシナのサイゴンへと向かい、フランス当局によって抑留された。

### 第一次世界大戦
第一次世界大戦の開戦とともに、「ヂアーナ」はバルチック艦隊の第2師団に配属され、1916年と1917年にリガ湾の戦いに参加した。

### ロシア革命以降
1917年3月3日、「ヂアーナ」の乗組員は2月革命に加わった。 
1917年10月、バルト海にてドイツ帝国軍との戦闘に参加した。
1917年11月、病院船として配備され、1918年1月にヘルシンキからクロンシュタットに移動した後、1918年5月に武装解除された。 
1922年7月1日、「ヂアーナ」の船体は廃止、ドイツに曳航され、1922年後半にブレーメンで解体された。 しかし、「ヂアーナ」は1925年11月21日まで軍艦籍から正式に除籍されなかった。